# 複製體

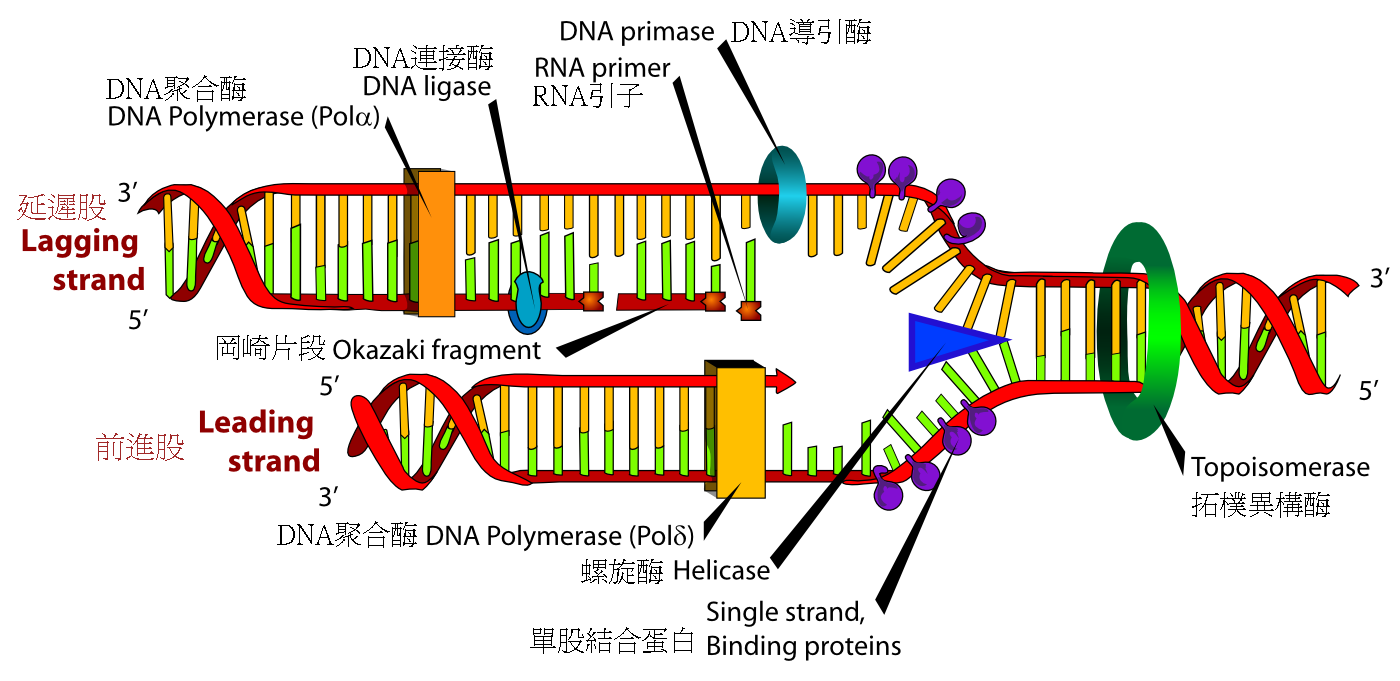
在DNA複製期間的複製體的結構的表示

複製體（英語：replisome）是一種複雜的分子機器，可以進行DNA的複制。 複製體首先將雙鏈DNA解開成兩條單鏈。 對於每個得到的單鏈，合成新的互補DNA序列。 最終結果是形成兩個新的雙鏈DNA序列，它們是原始雙鏈DNA序列的精確拷貝。
就結構而言，複製體由兩個複制聚合酶複合物組成，其中一個合成前導鏈，而另一個合成後隨鏈。 複製體由許多蛋白質組成，包括螺旋酶，RFC，PCNA，旋转酶/拓撲異構酶，SSB / RPA，引發酶，DNA聚合酶III全酶（DNA polymerase III holoenzyme），核糖核酸酶H，和連接酶。
以大腸桿菌為例，此類細菌的複合體包含兩組DNA聚合酶III全酶（DNA polymerase III holoenzyme）、引發酶與螺旋酶。
複製體作用時位於複製叉附近，沿著複製叉開啟的方向移動，合成DNA。

## 外部連結
- 醫學主題詞表（MeSH）：DNA+replisome